# 噻吩
噻吩是杂环化合物，化学式C4H4S。由平面五元环组成，其广泛的取代反应表明它有芳香性。它是无色液体，气味似苯。在其大部分反应中都类似苯。

## 发现与存在
噻吩最初是作为苯的杂质而发现的。靛红与硫酸、粗苯混合形成一种蓝色染料，早期认为这是苯的反应，直到德国化学家维克托·梅耶分离出噻吩，才发现了这种杂环化合物的存在。噻吩天然存在于石油、煤焦油和页岩油中，在石油中含量可高达数个百分点，所以石油精炼中必须脱硫，以减少二氧化硫污染物的排放。由于噻吩沸点与苯接近，煤焦油分馏得到的粗苯中含约0.5%的噻吩且不能通过分馏除去。

## 性质
噻吩与苯相似，具有芳香性。其硫原子2对孤电子中的一对与2个双键共轭，形成离域Π键，噻吩的芳香性仅略弱于苯，比呋喃和吡咯稳定，这是C-S键键长较长，缓解了环张力的缘故。其比苯更容易发生亲电取代反应，主要取代在2位上。噻吩2位上的氢也很容易被金属取代 ，生成汞和钠等的衍生物。噻吩环系对氧化剂具有一定的稳定性，例如，烷基取代的噻吩氧化后可以形成噻吩羧酸。用金属钠在液氨和甲醇溶液内还原噻吩，可得二氢噻吩，以及某些开环化合物。用催化氢化法还原噻吩，可得四氢噻吩。在兰尼镍催化下氢化，噻吩能最终脱硫生成丁烷。

### 鉴定
噻吩在浓硫酸的存在下，和靛红作用显蓝色。

## 合成
工业上噻吩用丁烷与硫作用制取。或由二硫化碳和丁醇在500-550℃，氧化物催化剂作用下得到。实验室中用1,4-二羰基化合物与三硫化二磷反应制取。乙酰基丁酮与三硫化二磷反应，能生成2，5-二甲基噻吩。

## 应用
许多农用化学品及药品都是噻吩的衍生物，如替卡西林和利伐沙班。